# Arsen (ormiański patriarcha Jerozolimy)
Arsen (ur. ?, zm. ?) – w latach 1006–1038 9. ormiański Patriarcha Jerozolimy.